# Perliet (gesteente)

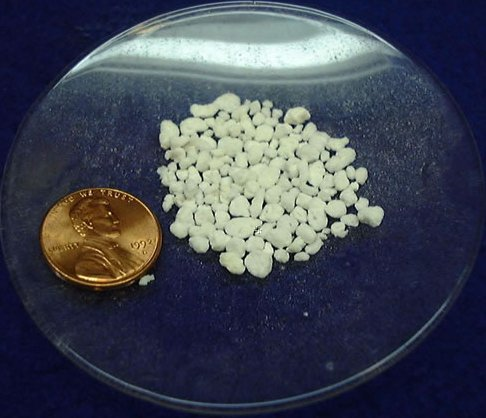
Een beetje perliet op een glazen schaaltje

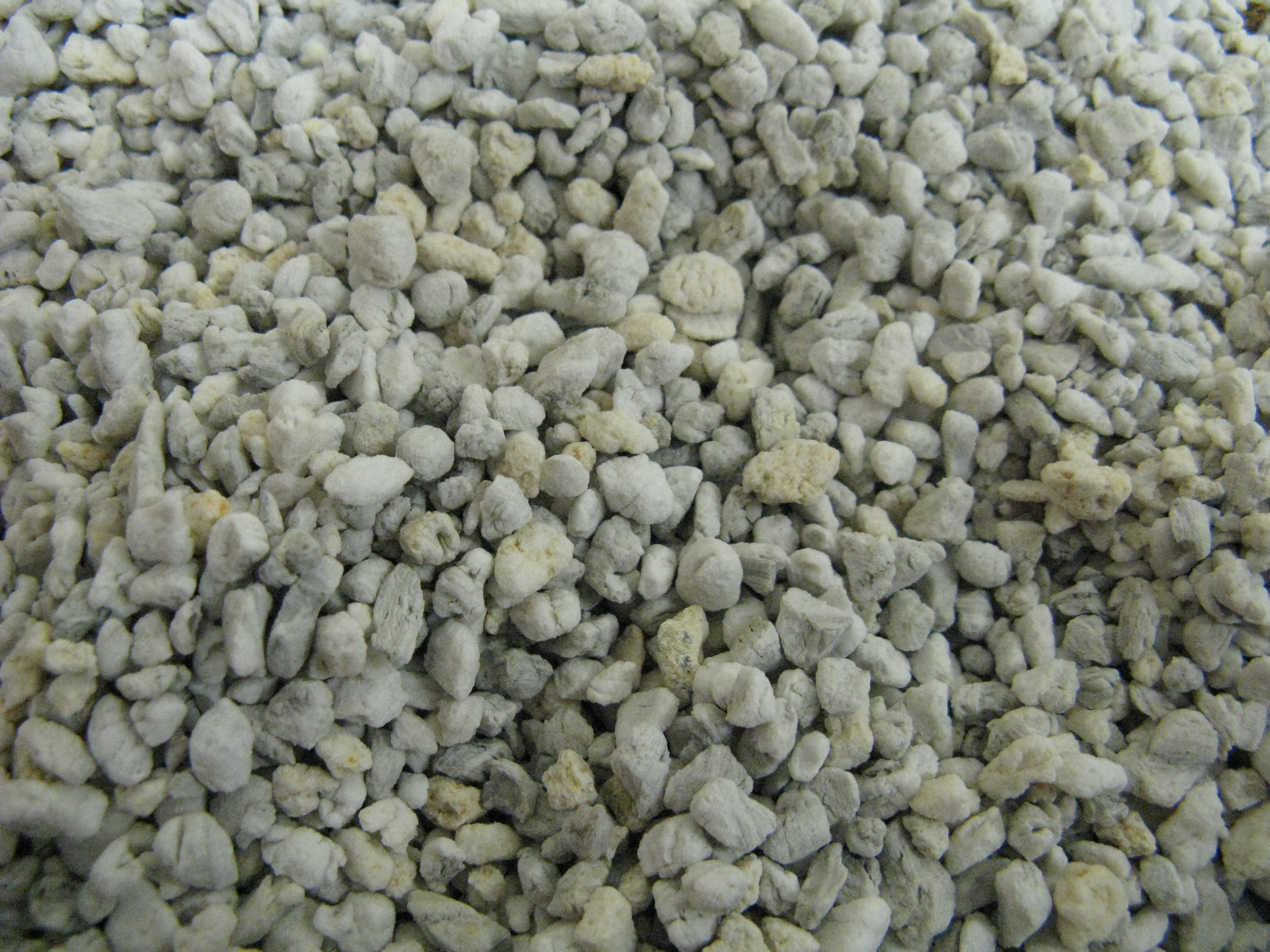
Perliet

Perliet is een soort vulkanisch glas. 

## Eigenschappen
In zijn natuurlijke, "ruwe" vorm heeft het een dichtheid van zo'n 1100 kg/m³. Als het tot 850-900 °C verhit wordt, zet het uit tot wel twintigmaal zijn oorspronkelijke volume. Dat komt doordat het bij die temperatuur zacht begint te worden (het is immers een glas) en het in het materiaal aanwezige water een groot aantal minuscule belletjes vormt. Daarbij worden er grote poriën gevormd, waardoor de dichtheid verlaagd wordt tot slechts 30-150 kg/m³. Het geëxpandeerde materiaal is helder wit, ten gevolge van de reflecties van de opgesloten belletjes.

### Samenstelling
Analyse: 
70-75% SiO2, 12-15% Al2O3, 3-4% Na2O, 3-5% K2O, 0,5-2% Fe2O3, 0,2-0,7% MgO, 0,5-1,5% CaO, 
Gewichtsverlies bij verbranding 3-5%

## Industriële toepassing
Het geëxpandeerde materiaal kent diverse toepassingen:
- Lichtgewicht pleisterwerk en mortel, isolatiemateriaal voor de bouw, plafondtegels
- hulpmateriaal voor filters.
- In de tuinbouw wordt het gebruikt om compost toegankelijker voor lucht te maken en water makkelijker af te voeren; het wordt gebruikt als substraat voor hydrocultuur.
- Perliet wordt ook gebruikt als hittebestendig isolatiemateriaal voor smelterijen en als isolatie in installaties die bij extreem lage temperaturen werken (cryogene installaties).